# Exopapua nupela
Exopapua nupela (лат.) — вид ос-блестянок, единственный в составе монотипического рода Exopapua из подсемейства Amiseginae.

## Распространение
Остров Новая Гвинея.

## Описание
Среднего размера осы-блестянки (около 4 мм) со сплющенным брюшком у бескрылых самок. Голова без затылочного киля, щёчные бороздки развиты. Пронотум равен 1,2 от комбинированной длины скутума, скутеллюма и метанотума (метанотум равен 0,9-1,0 длины скутеллюма). Проподеум округлый, но с длинными латеральными зубцами. Мезоплеврон без бороздок. Самки бескрылые. Самцы неизвестны. Коготки лапок зубчатые. Паразитоиды. Таксон был впервые описан в 1957 году американским гименоптерологом Карлом Кромбейном (Karl V. Krombein; Department of Entomology, National Museum of Natural History, Smithsonian Institution, Вашингтон, США).